# 무함마드 가무디
무함마드 틀릴리 벤 압달라 가무디(아랍어: محمد التليلي بن عبدالله, 1938년 2월 11일 ~ )는 튀니지의 은퇴한 육상 선수이며 1968년 멕시코시티 올림픽 5000m 금메달리스트였다.
시디 에슈(Sidi Ach)에서 태어난 가무디는 20세기의 마지막 10년간 스포츠의 형세를 바꾼 아프리카의 장거리 육상 혁명의 개척자들 중의 하나였다.

## 경력

### 1963~64
나폴리에서 열린 1963년 지중해 경기 대회에 첫 국제 데뷔를 한 가무디는 5000m와 10000m 종목을 우승하였으며, 그 달성에 불구하고 가무디는 이듬해 도쿄 올림픽에 도착하였을 때 아직도 사실상 알려지지 않았다. 우승 후보이면서 세계 기록 보유자 오스트레일리아의 론 클라크가 경주를 통하여 빠른 속도를 지켰다. 한바퀴가 남으면서 클라크는 가무디와 미국의 빌리 밀스를 제외한 자신의 모든 주요 라이벌 선수들을 제쳤다. 결승선에 다가오면서 밀스, 클라크, 가무디는 선두를 교환하였다. 남은 50m에 가무디가 이끌었으나 밀스가 그를 제치고 금메달을 획득한다.
이틀 후에 가무디는 5000m 예선을 우승하였으나, 결승전에서 빠져나간 후에 아무런 이유가 설명되지 않았다.

### 1967~68
1967년 튀니스에서 열린 지중해 경기 대회에서 가무디는 성공적으로 5000m와 10000m 타이틀을 유지하였고, 1968년 멕시코시티 올림픽의 우승 후보였다. 10000m 결승전에서 가무디는 경주를 통하여 선두로 달린 선수들 사이에 있었다. 선수들은 벨이 울리면서 남은 바퀴에 3명이 남게 된다. 가무디와 케냐의 내프탈리 테무, 에티오피아의 마모 월데가 마지막 바퀴를 빠르게 달렸으며, 앞서 달리던 가무디는 3위에 오고 말았다.
이틀 후에 가무디는 5000m 결승전에 출전할 수 있었다. 결승전에서 벨이 울린 남은 바퀴에 3명의 선수들이 항쟁하였으며, 가무디는 테무와 그의 동료 선수 킵 케이노를 앞서고 있었다. 마지막 바퀴는 빠른 속력이었고, 2명의 케냐 선수들이 돌진하면서도 가무디는 선두로 오면서 금메달을 획득하였다.

### 1971~72
1971년 이즈미르에서 열린 지중해 경기 대회에서 가무디는 5000m 은메달에 그쳤다. 이 실망적인 이행에 불구하고 1972년 뮌헨 올림픽 5000m와 10000m의 우승 후보들 중에 하나였다. 10000m 결승전에서 4600m 지점에 핀란드의 라세 비렌이 넘어졌을 때 9명의 선수들이 세계 기록 아래로 달리고 있었으며 가무디를 그의 정상에 넘어뜨리는 원인이 되었다. 비렌은 빨리 회복되었고 경주를 우승하였으나 가무디는 곧 탈락하고 말았다.
10000m 속도와 뚜렷이 다른 5000m 결승전의 초기 단계는 가장 느린 속도였으며, 첫 3000m에서 가무디가 단단히 한떼로 현저하게 뭉쳐있었다. 마지막 2000m에서 비렌과 미국의 스티브 프리폰테인이 갈라지면서 속도는 상당히 주워졌다. 마지막 마일을 속력을 내며 달리면서 비렌은 가무디를 약 10m 차이로 꺾었다.

### 국제 크로스컨트리 선수권 대회
가무디는 또한 크로스컨트리에서도 뛰어났다. 1965년 벨기에 오스텐더에서 열린 국제 크로스컨트리 대회에서 3위를 하였고, 모국에서 열린 1968년 대회에서 우승을 하였다.